# Penela
Penela ist ein Kreis (Concelho) und eine Vila (Kleinstadt) in Portugal mit 5440 Einwohnern (Stand 19. April 2021).

## Geografie
Penela liegt ca. 20 km südlich der Distrikthauptstadt Coimbra.

## Geschichte
Die Römer hatten hier eine Befestigung, die von den Vandalen zerstört wurde. Die im Anschluss hier neu errichtete Festung wurde im 8. Jahrhundert von den Arabern erobert. Diese wurden im Zuge der Reconquista von Ferdinand I. vertrieben, und D.Sisnando wurde als Graf von Coimbra Herrscher über Penela. Noch vor Gründung des unabhängigen Königreich Portugals erhielt Penela seine ersten Stadtrechte (Foral) im Jahr 1137, von D.Afonso Henriques. Nach erneutem Einfall der Araber wurde Penela 1148 endgültig zurückerobert. 
In der Portugiesischen Revolution von 1383 kämpften die Bewohner Penelas auf Seiten der Befürworter von Johann I., entgegen dem Willen des Herrschers über die Stadt. Im Jahr 1514 erneuerte König Manuel I. die Stadtrechte.

## Verwaltung

### Kreis
Penela ist Verwaltungssitz eines gleichnamigen Kreises. Die Nachbarkreise sind (im Uhrzeigersinn im Norden beginnend): Miranda do Corvo, Figueiró dos Vinhos, Ansião, Soure sowie Condeixa-a-Nova.
Mit der Gebietsreform im September 2013 wurden die Gemeinden (Freguesias) São Miguel, Santa Eufémia und Rabaçal zur neuen Gemeinde União das Freguesias de São Miguel, Santa Eufémia e Rabaçal zusammengefasst. Der Kreis besteht seither aus den folgenden vier Gemeinden:

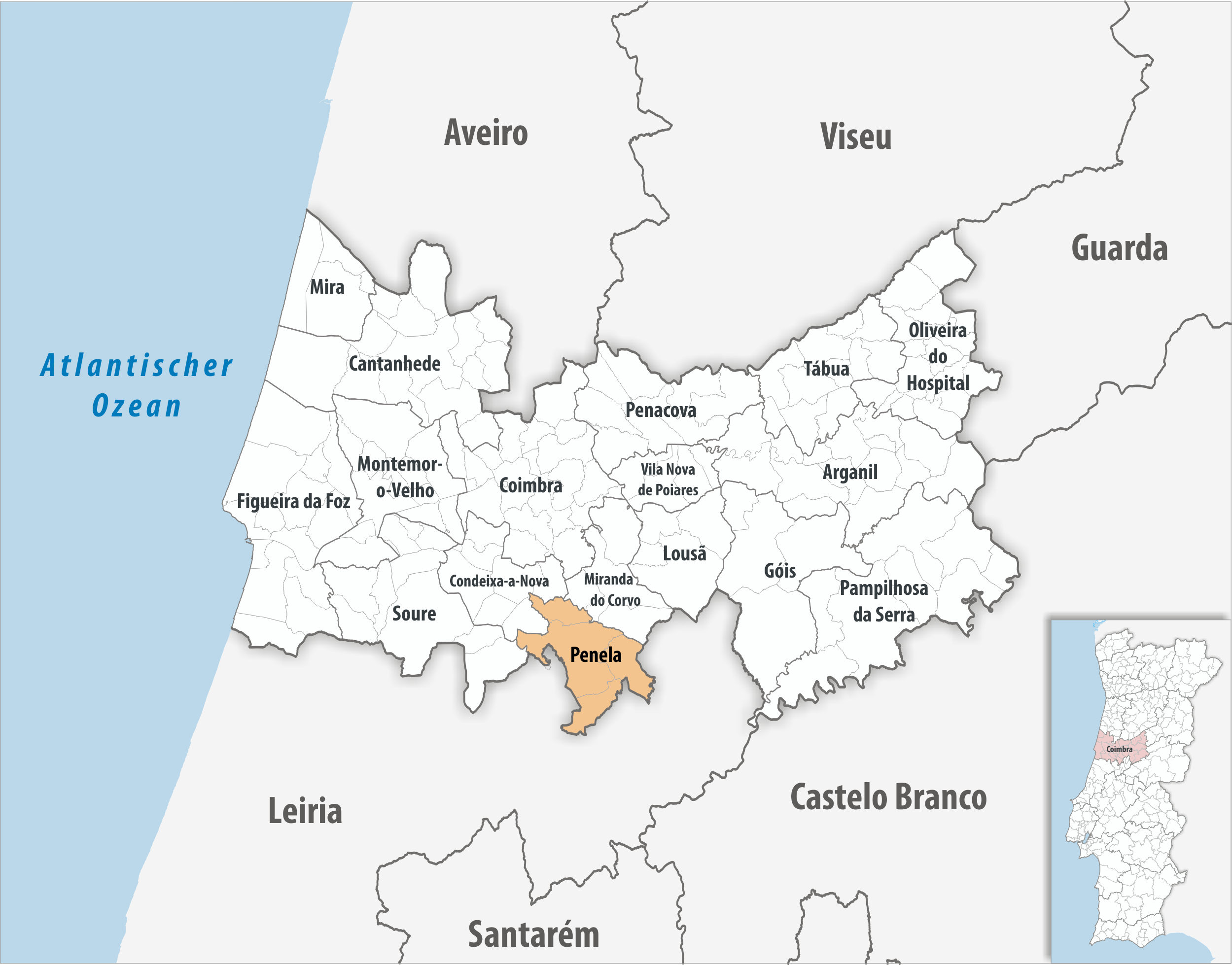
Kreis Penela

| Gemeinde                            | Einwohner (2021) | Fläche km² | Dichte Einw./km² | LAU- Code |
| ----------------------------------- | ---------------- | ---------- | ---------------- | --------- |
| Cumeeira                            | 857              | 21,29      | 40               | 061401    |
| Espinhal                            | 733              | 29,38      | 25               | 061402    |
| Podentes                            | 473              | 17,28      | 27               | 061403    |
| São Miguel, Santa Eufémia e Rabaçal | 3.377            | 66,84      | 51               | 061407    |
| Kreis Penela                        | 5.440            | 134,79     | 40               | 0614      |

### Bevölkerungsentwicklung
| Einwohnerzahl im Kreis Penela (1801–2011) | Einwohnerzahl im Kreis Penela (1801–2011) | Einwohnerzahl im Kreis Penela (1801–2011) | Einwohnerzahl im Kreis Penela (1801–2011) | Einwohnerzahl im Kreis Penela (1801–2011) | Einwohnerzahl im Kreis Penela (1801–2011) | Einwohnerzahl im Kreis Penela (1801–2011) | Einwohnerzahl im Kreis Penela (1801–2011) | Einwohnerzahl im Kreis Penela (1801–2011) | Einwohnerzahl im Kreis Penela (1801–2011) |
| ----------------------------------------- | ----------------------------------------- | ----------------------------------------- | ----------------------------------------- | ----------------------------------------- | ----------------------------------------- | ----------------------------------------- | ----------------------------------------- | ----------------------------------------- | ----------------------------------------- |
| 1801                                      | 1849                                      | 1900                                      | 1930                                      | 1960                                      | 1981                                      | 1991                                      | 2001                                      | 2011                                      |                                           |
| 6.893                                     | 7.671                                     | 9.954                                     | 10.754                                    | 9.438                                     | 8.023                                     | 6.919                                     | 6.594                                     | 5.980                                     |                                           |

### Kommunaler Feiertag
- 29. September (Erzengel Michael)

### Städtepartnerschaften
- Italien: Morcone (seit 2008)
- Frankreich: Ormesson-sur-Marne (seit 2011)
- Frankreich: Neuviller-la-Roche (seit 2012)
- Rumänien: Măgherani, Kreis Mureș (seit 2012)

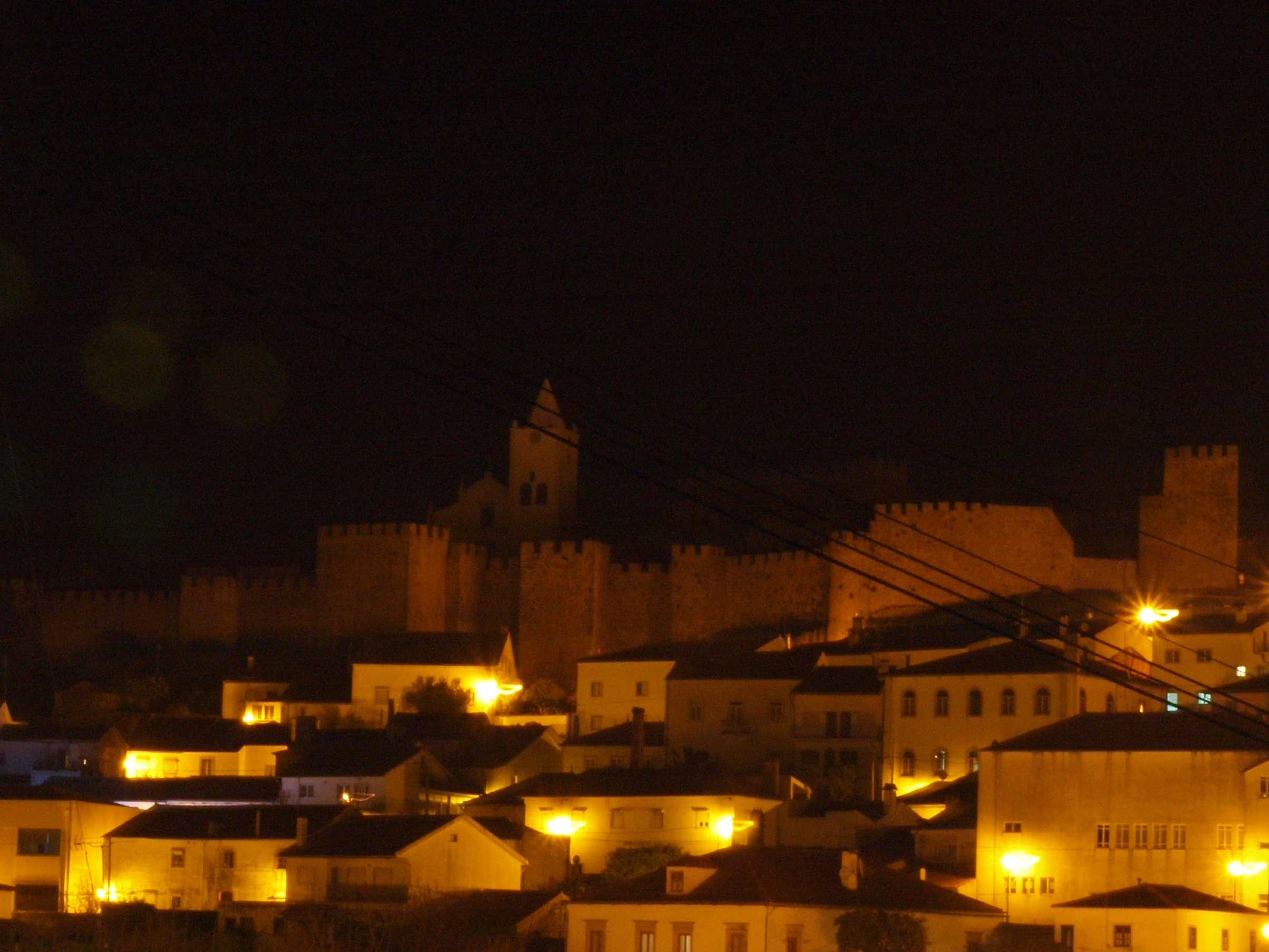
Das nächtliche Penela

- Slowenien: Škofja Loka (seit 2012)[5]

## Medien
Zweiwöchentlich erscheint die Lokalzeitung Região do Castelo. Sie betreibt mit ihrer Website auch einen Nachrichtenblog rund um Penela.
Seit 1998 sendet der Lokalsender Rádio São Miguel 93.5 ganztägig.

## Verkehr

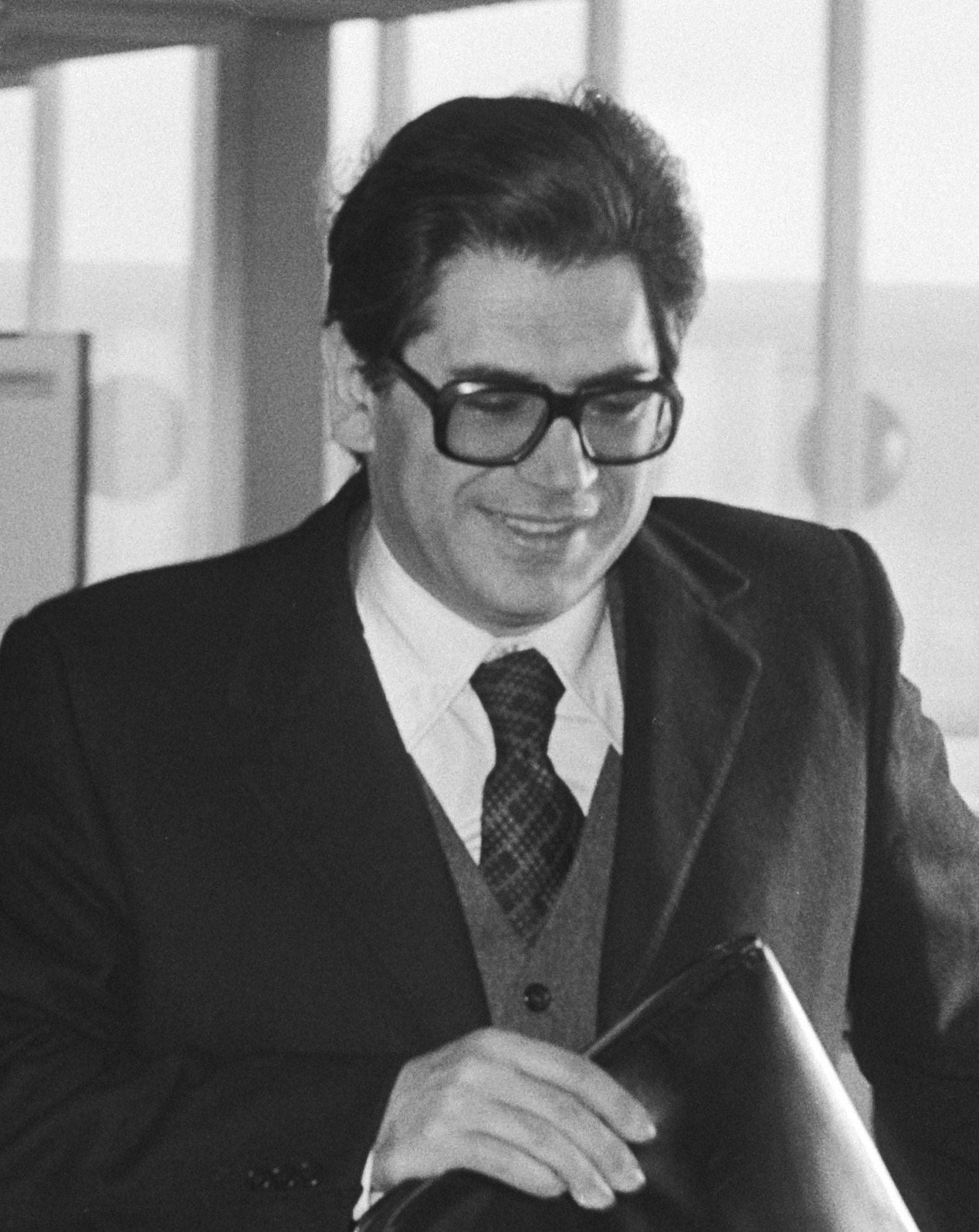
António Arnault in Amsterdam (1979)

Penela liegt an der Nationalstraße N110 (hier auch IC3).
Bis zur Aussetzung der Eisenbahnstrecke Ramal da Lousã 2009 lag der nächste Bahnhof im etwa 8 km nördlich gelegenen Miranda do Corvo.
Der Öffentliche Personennahverkehr im Kreis Penela wird durch private regionale Buslinien betrieben. Zudem hat die Kreisverwaltung 2008 in Zusammenarbeit mit der Transdev die Kleinbuslinie Penela Não Pára geschaffen, die werktäglich sechs Mal eine Linien bis zur Distrikthauptstadt Coimbra abfährt. Eine Fahrt bis Coimbra kostet 3 € (Stand Februar 2015).

## Söhne und Töchter der Stadt
- António Joaquim Freire (1877–1958), Arzt, Journalist und spiritueller Autor
- Salvador Dias Arnaut (1913–1995), Arzt, Historiker und Hochschullehrer, erwarb zum Erhalt die Ruinen der Burg Castelo do Germanelo
- António Duarte Arnaut (* 1936 in der Gemeinde Cumeeira), Anwalt und sozialistischer Politiker, Minister im Kabinett Soares II